# Ёсида Кэнко
Ёсида Кэнко (яп. 吉田 兼好 Ёсида Кэнко:, наст. имя Урабэ Канэёси (яп. 卜部 兼好); 1283—1350) — японский писатель и поэт периодов Камакура и Муромати, автор дзуйхицу (эссе) «Записки от скуки» (Цурэдзурэгуса, яп. 徒然草, 1330—1332). Прославился также как поэт под своим настоящим именем Урабэ Канэёси. Его называли «одним из четырёх небесных поэтов». Служил при дворе с 17 лет, а после смерти экс-императора Го-Уда в 1324 году стал буддийским монахом, приняв имя Кэнко-хоси.
В честь Кэнко назван кратер на Меркурии.

## Переводы
- Кэнко-хоси. Записки от скуки / Пер. В. Н. Горегляда // Классическая японская проза XI-XIV веков. — М.: Худож. лит-ра, 1988. — С. 313-429.
- Ёсида Канэёси. Записки на досуге / Пер. А. Н. Мещерякова. — М.: Наталис, 2009. — 192 с.: ил. — ISBN 978-5-8062-0296-4. — (Восточная литература).